# Randall a Hopkirk
Randall a Hopkirk (v anglickém originále Randall and Hopkirk (Deceased), v USA vysílán jako My Partner the Ghost) je britský televizní seriál natočený podle námětu Dennise Spoonera a v produkci Montyho Bermana společností ITC Entertainment pro televizi ATV v letech 1968–1969, ve Spojeném království byl poprvé vysílán od září 1969 do března 1970. Celkem bylo natočeno 26 dílů v jedné sérii, v Československé televizi byla většina seriálu (17 dílů) odvysílána v českém znění krátce po britské premiéře jako jeden z prvních „západních seriálů“.
V roce 2000 vznikl remake seriálu (natočený rovněž ve Spojeném království) s nepatrně pozměněným názvem Randall & Hopkirk (Deceased), v hlavních rolich Vic Reeves, Bob Mortimer a Emilia Foxová. Přibyla ještě jedna hlavní postava: „mentor duchů“, kterého ztvárnil Tom Baker. Již v roce 1996 vznikla také parodie Curtis & Ballard (Deceased) pro BBC Radio 4.
Hlavní postavy původní verze z konce 60. let jsou Jeff Randall (hraje Mike Pratt), Marty Hopkirk (Kenneth Cope) a jeho manželka Jeannie Hopkirková (též jen Jean; australská herečka Annette Andreová). Randall a Hopkirk byly společníci v soukromé detektivní kanceláři v Londýně. Ale hned v prvním díle (Můj zesnulý přítel a společník) je Hopkirk zavražděn. Randall i Jeannie se zpočátku domnívají, že šlo jen o nešťastnou náhodu při automobilové nehodě. Hopkirk již jako duch se svého přítele nejprve snaží několikrát kontaktovat telefonicky, ale Randall to považuje za nemístný žert. I když se mu poté zjeví, trvá dost dlouho, že Hopkirk svého společníka přesvědčí, že nemá halucinace a jako jediný ho může vidět a komunikovat s ním. Divákovi je Hopkirkova nehmotná podstata signalizována tím, že má na sobě vždy bílý oblek. Oba se společně pustí do vyřešení případu a tím i do nalezení Hopkirkova vraha.
V dalších dílech je Hopkirkův duch stále na blízku (často i proti Randallově vůli), ale s nově nabytými schopnostmi mu pomáhá řešit řadu různorodých případů, i takových, na které by oba za normálních okolností nestačili. Vdova Jeannie v detektivní kanceláři pracuje jako sekretářka a všichni společně se snaží nejen udržet chod detektivní kanceláře, ale také vydělat tolik peněz, aby Jeff a Jeannie mohli aspoň trochu důstojně žít (což se jim i přes vyřešení řady pozoruhodných případů často nedaří). Jeannie ovšem o existenci ducha nemá ani ponětí, proto často nechápe Randallovo chování nebo jeho „nové schopnosti“, někdy jen pochybuje o jeho duševním zdraví, když ho opakovaně přistihne při domnělé samomluvě.

## České vysílání a dabing

### Černobílé vysílání
Československá premiéra prvních 11 epizod seriálu Randall a Hopkirk byla uvedena od 19. prosince 1970 do 27. února 1971 na I. programu Československé televize v sobotním hlavním vysílacím čase po 21:15. Repríza těchto epizod ve stejném pořadí proběhla na II. programu ČST od 6. února  do 17. dubna 1973 v úterním hlavním vysílacím čase kolem 21:30. Dalších šest zakoupených a již nadabovaných epizod Československá televize odvysílala jednotlivě až v období od 31. května 1974 do 21. prosince 1974. Programově byly zařazeny do pozdních nočních hodin (cca po 23:00) pátečního nebo sobotního I. programu ČST. Celkem tedy bylo odvysíláno 17 dílů, jeden z osmnácti již zakoupených dílů (později vysílaný jako 6. díl, český název Návštěva v archívu) po cenzurním zásahu odvysílán nebyl, protože v něm vystupuje fiktivní Miss Moskva v nelichotivé úloze: vedle oficiální účasti na soutěži krásy v Londýně napomáhá krádeži v Britském národním archívu. 
Byl to jeden z prvních seriálů západní provenience, který uvedla Československá televize a prvních 11 dílů bylo vysíláno jen s minimálním odstupem od britské premiéry, zvláště pokud uvážíme čas potřebný na dabing. V českém znění v hlavních rolích účinkovali František Němec (Randall), Václav Postránecký (Hopkirk) a Jorga Kotrbová (Jeannie). České znění připravili: Miloš Holeček (hudební spolupráce), Jiří Zelenka (zvuk), Věra Starnovská (střih), Zdeněk Štěpán (asistent režie), Blanka Nováková (dialogy a režie). Originál seriálu byl natočen v barvě na film 35 mm, poměr stran 4:3, ale české vysílání bylo černobílé (první barevné vysílání ČST se sice uskutečnilo již v únoru 1970 z Mistrovství světa v klasickém lyžování ve Vysokých Tatrách, ale pravidelné barevné vysílání začalo až v roce 1973 na II. programu a teprve v roce 1975 také na I. programu).
Se seriálem Randall a Hopkirk se mohli diváci opět setkat až po roce 1989, konkrétně od 9. září 1990 do 6. ledna 1991 na programu F1 Československé televize v nedělním hlavním vysílacím čase od 19:50 (výjimkou byl 8. díl uvedený již v sobotu 27. října 1990 z důvodu nedělního státního svátku Dne vzniku ČSR). K sedmnácti již uvedeným epizodám přibyla ještě jedna, již zmíněná Návštěva v archivu (v 70. letech chybějící kvůli cenzurnímu zásahu), nadabována stejným týmem i s hlavními dabéry – Františkem Němcem, Václavem Postráneckým a Jorgou Kotrbovou. I toto uvedení seriálu bylo (z neznámých důvodů) pouze černobílé.

### Na DVD a barevné vysílání
V letech 2008–2009 vyšel celý seriál s českou podporou a barevně v edici Ráj DVD. Vydání v pošetkách po dvou dílech na 13 DVD obsahovalo původní český dabing u 18 dříve odvysílaných epizod a pouze české titulky u 8 epizod, které v češtině do té doby nikdy v televizi nebyly. Edice byla sestavena tak, aby díly bez dabingu byly zařazeny až nakonec na poslední 4 DVD.
Od 9. srpna do 13. září 2021 byl seriál vysílán Českou televizí na programu ČT3 (od pondělí do pátku po 22. hodině s opakováním následujícího pracovního dne kolem 18. hodiny). Bylo zakoupeno a nadabováno zbylých osm epizod seriálu, které měly svou českou televizní premiéru. Pro nové díly tři hlavní postavy namluvili Jiří Dvořák, Martin Písařík a Lucie Vondráčková pod režijním vedením Zdeňka Štěpána, ostatní díly jsou s původním dabingem. Seriál byl uveden na českých obrazovkách poprvé v barvě a vysokém rozlišení 1080p.
Zatím naposledy byl seriál vysílán Českou televizí opět na programu ČT3 od poslední dekády května do června 2022 v téměř shodném vysílacím schématu jako v roce 2021. Tedy od pondělí do pátku po 22. hodině s opakováním následující pracovní den v podvečer, zpravidla se začátkem v 17:55. První díl byl vysílán v pátek 20. května ve 22:05 hodin a opakován v pondělí 23. května od 17:55.

## Charakteristika a natáčení

### Námět
S námětem na tento seriál přišel Dennis Spooner, který měl v Elstree Studios (kde později probíhalo natáčení) kancelář vedle producenta Montyho Bermana. Oba již předtím spolupracovali na seriálu The Champions z let 1968–1969, který v sobě kombinoval špionážní thriller s prvky sci-fi a krimi, některé postavy současně měli nadpřirozené schopnosti. V březnu 1968 přišli s námětem na další seriál Department S, charakterizovaný jako spy-fi. Tento seriál se v ČR asi nevysílal, ale hráli v něm také Jiří Pravda (rodné jméno Jiří Čvančara) a jeho manželka Hana Bělská (společně emigrovali po únoru 1948).
Spoonerův zájem o paranormální jevy ho přivedl na myšlenku televizního seriálu, ve kterém by jednu z hlavních rolí hrál duch a domníval se, že detektivní série by poskytla široké možnosti pro rozvinutí příběhů. Jakkoli tato myšlenka byla fantazijní, Spooner se současně rozhodl v seriálu dodržet několik zásad vyplývajících z nehmotné povahy ducha, Hopkirk např. nemůže zastavit kulku, ta jím jednoduše projde dále. Nemůže také přímo hýbat hmotnými předměty, i když postupně se stále lépe učí dělat to nepřímo, např. pomocí větru, který dokáže vyvolat. Při svém návratu v podobě ducha si také mohl vybrat pouze jednoho člověka, který ho může vidět a slyšet a tím se stal Randall, i když hned v několika dílech ho za určitých zvláštních okolností mohou slyšet anebo vidět (nebo alespoň vnímat jeho přítomnost) i některé další vedlejší postavy seriálu, např. v jednom díle to jsou pacienti v hypnóze. Tyto situace pak slouží k rozvinutí zápletky daného dílu.
Námět seriálu byl předložen šéfovi televizní společnosti ATV, kterým byl Lew Grade. Ten ale námětem příliš nadšen nebyl, mimo jiné proto, že mezi hlavními postavami se nevyskytoval žádný Američan, což by podle jeho názoru negativně ovlivnilo sledovanost seriálu v USA. Námět ale upoutal pozornost Ralpha Smarta, který už se podílel na takových úspěšných realizacích jako byly dobrodružný seriál The Adventures of Robin Hood, sci-fi seriál The Invisible Man (podle stejnojmenného románu H. G. Wellse) a dobrodružný/krimi seriál Danger Man. Chtěl se podílet na napsání úvodního dílu a přesvědčil Lew Gradeho, aby seriálu dal zelenou.

### Výběr herců
Pro roli Jeffa Randalla (v původní verzi scénáře se jmenoval Steven Randall) produkce původně zvažovala komediálního herce Dave Allen, kterého ředitel ATV Lew Grade již znal z pořadu Tonight with Dave Allen. Ale poté, co Allen podepsal kontrakt pro BBC se pozornost obrátila již rovnou na Mike Pratta, který předtím hrál v několika epizodách různých seriálů, která produkovala společnost ITC Entertainment a produkční tým (především Cyril Frankel, který posléze 6 dílů režíroval) ho považoval za vhodný typ pro zamýšlenou roli.
Výběr herce pro roli Martyho Hopkirka se ukázal mnohem složitější a postupně se zvažovalo několik herců včetně důkladného prohledání castingového katalogu společnosti Spotlight. Cyril Frankel byl v nové italské restauraci v londýnské čtvrti Soho, kde u vedlejšího stolu seděl Kenneth Cope s manželkou. Frankel si pomyslel, že by to mohl být vhodný herec pro postavu ducha v připravovaném seriálu. Cyril Frankel to řekl producentovi Monty Bermanovi, zařídil kamerové zkoušky a Kenneth Cope roli skutečně získal.
Roli Jeannie Hopkirkové (tato postava nebyla v původní verzi scénáře) ztvárnila australská herečka Annette Andreová. Produkční tým ji znal velmi dobře, protože se předtím objevila v několika epizodách rozsáhlého seriálu The Saint. V tomto špionážním thrilleru s komediálními prvky jednu z hlavních rolí ztvárnil Roger Moore ještě předtím, než hrál Jamese Bonda; jednu z rolí zde ztvárnila také Adina Mandlová a stejně jako v Department S zde hráli také Jiří Pravda a jeho manželka Hana Bělská. Dále hrála v seriálu The Baron a byla také v nejužším výběru pro jednu z hlavních rolí pro již zmíněný seriál The Champions, ale tuto roli nakonec nezískala.

### Natáčení a lokace
Natáčení prvního dílu začalo v květnu 1968 s cílem natočit jednu epizodu během čtrnácti dnů při filmovacím schématu od pondělí do pátku mezi 8:30 a 17:30, některé scény se točily také v neděli. Převážná část natáčení s herci v hlavních rolích se uskutečnila ve dvou studiích ABC Elstree v menších městě Borehamwood v jižní části hrabství Hertfordshire. Studio je jen necelých 20 kilometrů od Charing Cross v Londýně a natáčel se zde také seriál Department S a další produkce. Exteriérové scény byly obvykle natáčeny druhou částí filmového štábu. Natáčení bylo pokud možno rozvrženo tak, že souběžně probíhalo natáčení v exteriérech pro jiný díl seriálu a s jiným režisérem, zatímco herci v hlavní rolích  dokončovali předchozí epizodu ve studiu. Aby produkce udržela nízké náklady a vysoké tempo natáčení, většinou se používal jednoduchý filmový stop trik, kdy podle potřeby Marty Hopkirk mizel a znovu se objevoval. Procházení zdí bylo nákladné a časově náročné a vyžadovalo použití soustavy zrcadel vhodně umístěných před kamerou.
Exteriér detektivní kanceláře Randall a Hopkirk tvořily dveře na boční straně továrny Adam's Furniture Fabric, která byla na rohu ulic Kymberly Road a Springfield Road ve městě Harrow (součást Velkého Londýna). Továrna byla zcela přestavěna na nákupní centrum St George's Shopping Centre. Byt Jeffa Randalla se nacházel v Hanover House, blízko rohu ulice St John's Wood High Street. Byt Jeannie Hopkirkové byl na Lauderdale Road, Maida Vale, Londýn.
Pro exteriéry mnoha sídel, které se v seriálu objevují byly využity četné venkovské domy v severní části Velkého Londýna, v hrabství Hertfordshire a také v hrabství Bedfordshire. V epizodě „For the Girl Who Has Everything“ (Pro dívku, která má vše) byl využit exteriér Hilfield Castle (který byl dokončen v roce 1799 a nachází se v osadě Aldenham) jako dům Kim Wentworthové (hrála ji kanadská herečka Lois Maxwellová). Tudorovský Edgwarebury Hotel na Barnet Lane v Elstree, nyní The Manor Elstree, byl využit v epizodách „Who Killed Cock Robin?“ (Milovníci ptactva),  „The House on Haunted Hill“ (Strašidelný dům) a také v několika dalších seriálech, které produkovala společnost ITC Entertainment.
Exteriér kliniky Lambert v komické epizodě „A Disturbing Case“ (Těžký případ), kterou napsal sám Mike Pratt, je nyní Institute of Grocery Distribution v osadě Letchmore Heath, hrabství Hertfordshire. Seaton Residence, velký bílý dům s dórskými sloupy v přední části využitý v dílu „The Smile Behind the Veil" (Úsměv za závojem) je Dyrham Park Country Club, klubový dům golfového klubu v Galley Lane, v londýnská čtvrťi Barnet. Woburn Abbey: rodinné sídlo na východním okraji osady Woburn v hrabství Bedfordshire (ve vybrané dny přístupné veřejnosti) se objevuje v epizodě „The Man from Nowhere“ (Muž odnikud).

### Automobily a motocykly
Auto, které řídila seriálová postava Jeff Randall byl bílý vůz značky Vauxhall Victor s registrační značku RXD996F. Stejné auto, ale s nepatrně odlišnou registrační značkou (RXD997F) bylo použito také při dalším natáčení ITC Entertainment: ve dvou epizodách seriálu Department S, kde ho řídila postava Stewart Sullivana, kterou hrál americký herec Joel Fabiani. Model Vauxhall Victor byl vůz střední třídy (segment D) a vyráběl se již od roku 1957, i když v seriálu je využita až pozdější modifikace modelu. S několika modernizacemi se vůz vyráběl až do 70. let 20. století.
Červený vůz, který v seriálu používala Jeannie Hopkirková bylo Morris Mini Minor, ve výbavě Super Deluxe, verze Mark I které bylo vyrobeno v roce 1964 a zaregistrováno v květnu 1964. Stejný vůz byl použit hned v několika dalších produkcích společnosti ITC Entertainment: v seriálu The Saint (1968), dále v seriálu Department S (1969) a také v seriálu The Persuaders! (1970), kde postavu Dannyho Wilda hraje a vůz řídí Tony Curtis. Vůz Mini (v různých obdobích označovaný jako Morris Mini Minor, Austin Mini, Austin Rover Mini a další varianty názvu) je dvoudvéřový malý osobní vůz. Mini verze Mark I byla první produkční verze vozu Mini, která se vyráběla od roku 1959 do roku 1967. V době natáčení seriálu se již vyráběla modernizovaná verze Mark II (1967–1970), která se nejsnáze pozná podle odlišné ozdobné mřížky chladiče vepředu nebo většího zadního okna (a řady dalších menších úprav), ale v seriálu byla použita starší verze vozu. Po natočení všech výše uvedených seriálů se dlouholetým vlastníkem vozu stal John Kelly, fanda seriálu Randall a Hopkirk. Kdo vůz koupil po jeho úmrtí není známo, ale v květnu 2022 je stále v registru vozidel a tedy snad v provozuschopném stavu.
Dlouho panovalo přesvědčení, že červený vůz Mini Super Deluxe Mark I, registrační značka BAP 245B, je jediné vozidlo, které ze dochovalo z natáčení seriálu. V roce 2019 se ale ukázalo, že se zachoval také motocykl Triumph Tiger Cub T20 z roku 1963, registrační značka FTC96B. Původní verze motocyklu se vyráběla v letech 1654–1956, tato verze s motorem o objemu 199 cm2 v letech 1957–1968.  Motocykl se objevuje v dílu For the Girl Who Has Everything, kde ho řídil lovec duchů James McAllister, kterého hrál anglický herec Freddie Jones (v některých scénách ho zastoupil kaskadér). Podrobnější rozbor záběrů ze seriálu prokázal, že ve skutečnosti byly v různých natáčecích dnech použity hned dva motocykly. Motocykl s výše uvedenou registrační značkou FTC96B byl použit při natáčení v okolí bytu Jeffa Randala, zatímco motocykl se značkou HYV528C byl využit při natáčení ve vesnici Denham (tato značka již není v evidenci vozidel a předpokládá se, že byl sešrotován nebo použit na náhradní díly). Motocykl FTC96B v 80. letech zakoupil motocyklový fanda Bruce Honey. Motocykl byl v dosti špatném stavu a Bruce Honey původně předpokládal jeho použití na náhradní díly. Nakonec se rozhodl pro jeho pečlivou renovaci a později si také uvědomil, že se musí jednat o autentický kus z natáčení seriálu (dochovala se registrační značka a později bylo ověřeno, že souhlasí i VIN). Renovovaný motocykl byl veřejnosti poprvé představen na retro akci The Stoke Row Rally, která se konala o víkendu 8. až 9. června 2019.

### Seriálová hudba
Hudební znělku seriálu složil Edwin Astley, který v předchozích letech složil mnoho znělek a scénické hudby pro různé filmové seriály produkované a distribuované společností ITC Entertainment a dalšími společnostmi. Edwin Astley ve znělce využil cembalo a rozhodl se použít tóninu C moll. Edwin Astley složil také většinu hudby, která se používá v jednotlivých dílech seriálu: celkem 188 hudebních motivů. V seriálu byly využity také malé úryvky z hudby, kterou Astley složil již dříve pro seriál The Champions, rovněž úryvky z hudby, kterou pro stejný seriál složil Albert Elms. Edwin Astley také používal hudbu ze své vlastní hudební knihovny, dále byla využita hudební knihovna tehdy samostatné britské společnosti Chappell & Co. (nyní součást Universal Music Group). V malém rozsahu byla využita také hudba dalších autorů: kanadský skladatel Robert Farnon, britští Johnny Hawksworth a Sidney Torch a také úryvky z děl autorů, u který již vypršela autorská práva (především Antonio Vivaldi).
Na podzim 1989 Edwin Astley poskytl rozsáhlý rozhovor, který byl poprvé publikován na jaře 1990 v Randall and Hopkirk (Deceased) Appreciation Society Newsletter No. 3, revidovaná verze je online k dispozici na webu CultTV.uk. Rozhovor se zabývá celou jeho kariérou, ale velká pozornost je věnována právě seriálu Randall a Hopkirk. Na otázku „Jak jste se dostali k vyprofilování seriálu a co jste udělali pro to, aby byla hudba tak ‚strašidelně‘ odlišná?“ mimo jiné odpověděl: „Jde o to použít něco tak výrazného, že když máte ve vedlejší místnosti puštěnou televizi, měli byste (okamžitě) poznat, že program právě začal. Musí to být něco výrazného v orchestraci nebo v melodii a předpokládám, že proto jsem použil cembalo, protože v té době to byl velmi výrazný zvuk. Cembalo nemá chybu, že? Chci říct, miluji zvuk strun, ale v žádném případě to není jedinečný zvuk.“

## Osoby a obsazení
- Mike Pratt jako Jeff Randall je úspěšný (i když „mírně sešlý“ a často morálně nejednoznačný) soukromý detektiv, jehož úspěchy při řešení záhad nevyhnutelně vzrostou, jakmile využije paranormální schopnosti svého zesnulého přítele a partnera Martyho Hopkirka. Randall je vznětlivý, začíná být obzvláště podrážděný kvůli určitým situacím a lidem, zejména duchem Martyho Hopkirka.[28]
- Kenneth Cope jako Marty Hopkirk je soukromý detektiv a Jeffův společník a přítel, který je zavražděn hned v prvním dílu při výkonu služby poté, co ho srazilo auto jedoucí vysokou rychlostí. Hopkirk okamžitě umírá, ale vrací se, aby pomohl Jeffovi (jedinému žijícímu člověku, který ho může vidět) přivést jeho vraha před soud. Marty Hopkirk nakonec s Jeffem zůstává během celé série, je to často rozrušená postava, která Jeffa Randalla často nechtěně trápí stejnou měrou jakou mu pomáhá.
- Annette Andreová: australská herečka ztvárnila roli Jeannie Hopkirkové, která je sekretářkou soukromé detektivní kanceláře Randall a Hopkirk. Vdova po Marty Hopkirkovi. I když je vynalézavá, dokáže být velmi naivní a zranitelná a v řadě případů nechtěně ohrožuje svůj vlastní život. Hraje v 25 ze 26 dílů seriálů (neobjevuje se v dílu „A Sentimental Journey“: Sentimentální cesta).
- Ivor Dean jako inspektor Large (5 epizod) je policejní inspektor, který je vždy podezřívavý vůči Randallovi a snaží se ho zatknout za domnělé zosnování zločinu nebo alespoň spoluúčast. Jejich vztah je vysoce nepřátelský, i když Randall nakonec vždy pomůže inspektorovi případ vyřešit a dostat skutečné viníky před soud.
- Richard Kerley jako seržant Hinds (3 epizody) je podřízený inspektora Largeho.
- Judith Arthyová jako Jennifer je sestra Jeannie Hopkirkové (2 epizody), která přijela do Londýna navštívit svou sestru.
- Garfield Morgan se objevuje ve 2 dílech seriálu, ale pokaždé v odlišné roli.
- Michael Griffiths jako inspektor Nelson (2 epizody), policejní inspektor, který (podobně jako inspektor Dean), zachází s Randallem jako se zločincem a prvním podezřelým z různých zločinů.

I když pomineme vysloveně drobné role, v seriálu dále účinkovalo skoro 300 dalších herců a hereček, kteří se objevili zpravidla jen v jednom díle seriálu.

## Seznam dílů

### Podrobný přehled dílů
| Č. v seriálu | Původní název                               | Český název                                                              | Režie          | Scénář                  | Premiéra ve VB     | Česká premiéra (černobíle / barevně) | Prod. kód |
| ------------ | ------------------------------------------- | ------------------------------------------------------------------------ | -------------- | ----------------------- | ------------------ | ------------------------------------ | --------- |
| 1            | My Late Lamented Friend and Partner         | Můj zesnulý přítel a společník                                           | Cyril Frankel  | Ralph Smart             | 21. září 1969      | 19. prosince 1970 / 9. srpna 2021    | 4001      |
| 2            | A Disturbing Case                           | Těžký případ                                                             | Ray Austin     | Mike Pratt a Ian Wilson | 28. září 1969      | 28. září 1974 / 19. srpna 2021       | 4022      |
| 3            | All Work and No Pay                         | Práce moc a peněz málo (ČT) Samá práce, žádné peníze (DVD)               | Jeremy Summers | Donald James            | 5. října 1969      | nebylo vysíláno / 11. srpna 2021     | 4012      |
| 4            | Never Trust a Ghost                         | Duchům nelze věřit (ČT) Nikdy nevěřte duchovi (DVD)                      | Leslie Norman  | Tony Williamson         | 12. října 1969     | nebylo vysíláno / 12. srpna 2021     | 4014      |
| 5            | That's How Murder Snowballs                 | Čtenář myšlenek                                                          | Paul Dickson   | Ray Austin              | 19. října 1969     | 2. ledna 1971 / 13. srpna 2021       | 4011      |
| 6            | Just for the Record                         | Návštěva v archivu (ČST, ČT) Návštěva v archívu (DVD)                    | Jeremy Summers | Donald James            | 26. října 1969     | 30. prosince 1990 / 16. srpna 2021   | 4019      |
| 7            | Murder Ain't What it Used to Be!            | Ani vražda už není, co bývala (ČST, ČT) Ani vražda není, co bývala (DVD) | Jeremy Summers | Tony Williamson         | 2. listopadu 1969  | 31. května 1974 / 17. srpna 2021     | 4024      |
| 8            | Whoever Heard of a Ghost Dying?             | Kdo kdy slyšel, aby duch umíral?                                         | Ray Austin     | Tony Williamson         | 9. listopadu 1969  | nebylo vysíláno / 18. srpna 2021     | 4010      |
| 9            | The House on Haunted Hill                   | Strašidelný dům                                                          | Ray Austin     | Tony Williamson         | 16. listopadu 1969 | 27. února 1971 / 10. srpna 2021      | 4021      |
| 10           | When did You Start to Stop Seeing Things?   | Od kdy už nemáš vidění? (ČST, ČT) Od kdy už nemáš vidění (DVD)           | Jeremy Summers | Tony Williamson         | 23. listopadu 1969 | 16. listopadu 1974 / 20. srpna 2021  | 4018      |
| 11           | The Ghost who Saved the Bank at Monte Carlo | Duch, jenž zachránil Monte Carlo                                         | Jeremy Summers | Tony Williamson         | 30. listopadu 1969 | 6. února 1971 / 23. srpna 2021       | 4023      |
| 12           | For the Girl who Has Everything             | Pro dívku, která má vše                                                  | Cyril Frankel  | Donald James            | 7. prosince 1969   | nebylo vysíláno / 24. srpna 2021     | 4003      |
| 13           | But What a Sweet Little Room                | To je sladký pokojíček                                                   | Roy Ward Baker | Ralph Smart             | 14. prosince 1969  | 23. ledna 1971 / 25. srpna 2021      | 4002      |
| 14           | Who Killed Cock Robin?                      | Milovníci ptactva                                                        | Roy Ward Baker | Tony Williamson         | 21. prosince 1969  | 9. ledna 1971 / 26. srpna 2021       | 4006      |
| 15           | The Man from Nowhere                        | Muž odnikud                                                              | Robert Tronson | Donald James            | 28. prosince 1969  | 5. července 1974 / 27. srpna 2021    | 4016      |
| 16           | When the Spirit Moves You                   | Noční trezor                                                             | Ray Austin     | Tony Williamson         | 2. ledna 1970      | 21. prosince 1974 / 30. srpna 2021   | 4013      |
| 17           | Somebody Just Walked Over My Grave          | Někdo mi šlape po hrobě (ČT) Někdo prostě chodil po mém hrobě (DVD)      | Cyril Frankel  | Donald James            | 9. ledna 1970      | nebylo vysíláno / 31. srpna 2021     | 4025      |
| 18           | Could You Recognise The Man Again?          | Poznáváte toho muže?                                                     | Jeremy Summers | Donald James            | 16. ledna 1970     | 13. února 1971 / 1. září 2021        | 4020      |
| 19           | A Sentimental Journey                       | Sentimentální cesta                                                      | Leslie Norman  | Donald James            | 23. ledna 1970     | 26. července 1974 / 2. září 2021     | 4004      |
| 20           | Money to Burn                               | Peníze ke spálení                                                        | Ray Austin     | Donald James            | 30. ledna 1970     | 16. ledna 1971 / 3. září 2021        | 4015      |
| 21           | The Ghost Talks                             | Co vyprávěl duch                                                         | Cyril Frankel  | Gerald Kelsey           | 6. února 1970      | 20. února 1971 / 6. září 2021        | 4026      |
| 22           | It's Supposed to be Thicker than Water      | Kalnější než voda                                                        | Leslie Norman  | Donald James            | 13. února 1970     | 30. ledna 1971 / 7. září 2021        | 4008      |
| 23           | The Trouble with Women                      | Potíže se ženami (DVD, ČT) Trampoty se ženami (ČST)                      | Cyril Frankel  | Tony Williamson         | 20. února 1970     | 26. prosince 1970 / 8. září 2021     | 4009      |
| 24           | Vendetta for a Dead Man                     | Pomsta mrtvému muži (ČT) Vendeta za mrtvého muže (DVD)                   | Cyril Frankel  | Donald James            | 27. února 1970     | nebylo vysíláno / 9. září 2021       | 4017      |
| 25           | You Can Always Find a Fall Guy              | Obětní beránek se vždycky najde                                          | Ray Austin     | Donald James            | 6. března 1970     | nebylo vysíláno / 10. září 2021      | 4005      |
| 26           | The Smile Behind the Veil                   | Úsměv za závojem (ČT) Falešný úsměv (DVD)                                | Jeremy Summers | Gerald Kelsey           | 13. března 1970    | nebylo vysíláno / 13. září 2021      | 4007      |

### Různé pořadí vysílání
| Československá televize (1970–1974) | Československá televize (1990–1991) | DVD (2008–2009) |
| 1. Můj zesnulý přítel a společník (19. prosince 1970) 2. Trampoty se ženami (26. prosince 1970) 3. Čtenář myšlenek (2. ledna 1971) 4. Milovníci ptactva (9. ledna 1971) 5. Peníze ke spálení (16. ledna 1971) 6. To je sladký pokojíček (23. ledna 1971) 7. Kalnější než voda (30. ledna 1971) 8. Duch, jenž zachránil Monte Carlo (6. února 1971) 9. Poznáváte toho muže? (13. února 1971) 10. Co vyprávěl duch (20. února 1971) 11. Strašidelný dům (27. února 1971) 12. Ani vražda už není, co bývala (31. května 1974) 13. Muž odnikud (5. července 1974) 14. Sentimentální cesta (26. července 1974) 15. Těžký případ (28. září 1974) 16. Od kdy už nemáš vidění? (16. listopadu 1974) 17. Noční trezor (21. prosince 1974) | 1. Můj zesnulý přítel a společník (9. září 1990) 2. Trampoty se ženami (16. září 1990) 3. Čtenář myšlenek (23. září 1990) 4. Milovníci ptactva (30. září 1990) 5. Peníze ke spálení (7. října 1990) 6. To je sladký pokojíček (14. října 1990) 7. Kalnější než voda (21. října 1990) 8. Duch, jenž zachránil Monte Carlo (27. října 1990) 9. Poznáváte toho muže? (4. listopadu 1990) 10. Co vyprávěl duch (11. listopadu 1990) 11. Strašidelný dům (18. listopadu 1990) 12. Noční trezor (25. listopadu 1990) 13. Sentimentální cesta (2. prosince 1990) 14. Muž odnikud (9. prosince 1990) 15. Těžký případ (16. prosince 1990) 16. Od kdy už nemáš vidění? (23. prosince 1990) 17. Návštěva v archivu (30. prosince 1990 – premiéra) 18. Ani vražda už není, co bývala (6. ledna 1991) | 1. Můj zesnulý přítel a společník 2. Potíže se ženami 3. Noční trezor 4. Milovníci ptactva 5. Peníze ke spálení 6. To je sladký pokojíček 7. Kalnější než voda 8. Duch, jenž zachránil Monte Carlo 9. Poznáváte toho muže? 10. Co vyprávěl duch 11. Strašidelný dům 12. Ani vražda není, co bývala 13. Muž odnikud 14. Sentimentální cesta 15. Těžký případ 16. Od kdy už nemáš vidění 17. Čtenář myšlenek 18. Návštěva v archívu 19. Samá práce, žádné peníze 20. Nikdy nevěřte duchovi 21. Kdo kdy slyšel, aby duch umíral? 22. Pro dívku, která má vše 23. Někdo prostě chodil po mém hrobě 24. Vendeta za mrtvého muže 25. Obětní beránek se vždycky najde 26. Falešný úsměv |

## Blu-Ray a DVD
Ve Spojeném království byl celý seriál poprvé vydán na Blu-ray 2. října 2017 společností Network. Pro toto vydání prošly všechny díly nově digitálním remasteringem z originálního 35 mm barevného filmu. I když oficiálně je toto vydání označeno pro Region B, disky fakticky mají Region kód A/B/C, resp. Region Free, tedy mohou být přehrány po celém světě bez regionálního omezení. Jednotlivé díly na discích jsou řazeny podle data produkce, nikoli podle data původního vysílání.
V České republice vyšel seriál pouze na DVD v letech 2008–2009, přičemž 18 dílů má dabing Československé televize, zbylých 8 dílů je bez dabingu, který v té době ještě neexistoval.

## Remake
V letech 2000–2001 vznikl (rovněž ve Spojeném království) remake seriálu s nepatrně pozměněným názvem Randall & Hopkirk (Deceased), který natočila společnost Working Title Films pro BBC. Hlavní role vytvořil Vic Reeves jako Hopkirk (opět v bílém obleku), Bob Mortimer jako Randall a Emilia Foxová jako Jeannie Hurstová (nikoli Hopkirková). Přibyla ještě jedna hlavní postava: „mentor duchů“ Wyvern, kterého ztvárnil Tom Baker. Stejně jako v původním seriálu je Hopkirk zavražděn hned v prvním dílu a jediný, kdo ho může vidět a slyšet, je jeho společník a přítel Randall. Remake ale věnuje mnohem větší pozornost tomu, kde se Hopkirk jako duch nachází, když není na Zemi. V seriálu se tak objevuje předpeklí, kde se mohl setkat s dalšími duchy. Nová postava Wyverna, pomáhá Hopkirkovi zdokonalovat jeho schopnosti, seznamuje ho s dalšími duchy a je hrozná v poezii. Změnila se také postava Jeannie, která má v seriálu důležitější roli a byla to Hopkirkova snoubenka, nikoli manželka. Autoři scénářů si od toho slibovali větší možnosti rozvinutí jejího příběhu.
Byly vyrobeny dvě série: první byla natočena v roce 1999, ale vysílána byla až v roce 2000. Druhá série byla vyrobena i vysílána v roce 2001. První série měla 6 dílů, druhá 7 dílů, celkem tedy bylo natočeno 13 dílů. Producentem seriálu a primárním scenáristou byl Charlie Higson, který také režíroval některé epizody. Dále se na scénářích podílelo hned několik autorů: Gareth Roberts, Mark Gatiss, Paul Whitehouse a Jeremy Dyson. Vzhledem k době natáčení nepřekvapí, že seriál byl natáčen ve vysokém rozlišení s poměrem stran 16:9. K seriálu byl společností Island Record vydán již v roce 2000 také soundtrack, po skončení druhé série vyšla k seriálu i kniha.
Po roce 2010 měl vzniknout již druhý remake seriálu, tentokrát v americké produkci. 10. května 2010 společnost SyFy (americká kabelová televize) oznámila, že na seriál Randall a Hopkirk získala autorská práva a chystá se zahájit práce na přípravě seriálu. V lednu 2011 vyšlo v americkém časopise Entertainment Weekly oznámení, že Jane Espensonová a Drew Z. Greenberg napíší první díl seriálu pro společnost SyFy. V rozhovoru pro web io9 Jane Espensonová 30. ledna 2011 uvedla, že „Verze, kterou navrhujeme je dost odlišná jak ve stylu, tak v obsahu od původního seriálu.“ Poté ještě dodala: „Vzali jsme výchozí předpoklad detektiva, který je duch, a jeho žijícího přítele a tento příběh jsme rozvinuli do našeho vlastního.“

## Zajímavosti
O popularitě seriálu v 70 letech svědčí mimo jiné i to, že v časopise Čtyřlístek vycházela komiksová parodie pro děti na tento seriál nazvaná Rendlík a Hopík. Tento kreslený seriál vycházel v letech 1971–1973 celkem v 18 dílech (v číslech Čtyřlístku 14 až 31), ilustrátorem byl Jordan Popov, autory námětu a textu byly Michaela Tvrdíkové (pět prvních dílů), básník Pavel Šrut (pod krycím jménem Petr Karmín) a Alena Riegerová.
Socha Klementa Gottwalda před budovou ÚV KSČ na nábřeží Ludvíka Svobody byla lidově nazývána Hopkirk, protože byla vytvořena z bílého kamene (autor Viktor Dobrovolný, 1973).